# Ipala (Oula)
Pour les articles homonymes, voir Ipala.
Ipala est une localité située dans le département de Oula de la province du Yatenga dans la région Nord au Burkina Faso.

## Santé et éducation
Le centre de soins le plus proche d'Ipala est le centre de santé et de promotion sociale (CSPS) de Oula tandis que le centre hospitalier régional (CHR) se trouve à Ouahigouya.